# Springfield, Florida
Springfield är en stad (city) i Bay County, i delstaten Florida, USA. Enligt United States Census Bureau har staden en folkmängd på 8 954 invånare (2011) och en landarea på 11,2 km².